# L'albero che parla
L'albero che parla è un film italiano del 1913.

## Trama
Papà Tom, un vecchio lupo di mare, e il colonnello Stack sono grandi amici. I loro figli, Leda e Alberto, si amano, e incidono le loro iniziali sulla corteccia di un albero. Accade però che Tom e Stack litighino violentemente a causa di una partita a scacchi, rompendo i loro rapporti. I due ragazzi possono comunque sposarsi grazie al colonnello, mentre papà Tom ripudia la figlia disobbediente. Cinque anni dopo Stack convince il nipotino, nato dal matrimonio del figlio, a scrivere al nonno, rimasto solo con una vecchia governante. Tom si infuria, e ricordandosi delle iniziali incise sull'albero ordina di abbatterlo. Alla sera, mentre si scalda al fuoco acceso col legname della pianta abbattuta, gli capita tra le mani quel pezzo di corteccia e si decide a leggere la lettera. Intanto la governante ha chiamato i ragazzi e Stack, coi quali alla fine si riconcilia.

## Critica
(Walter Smith. La Cinematografia Italiana ed Estera, 5 febbraio 1913)